# Східний Сибір

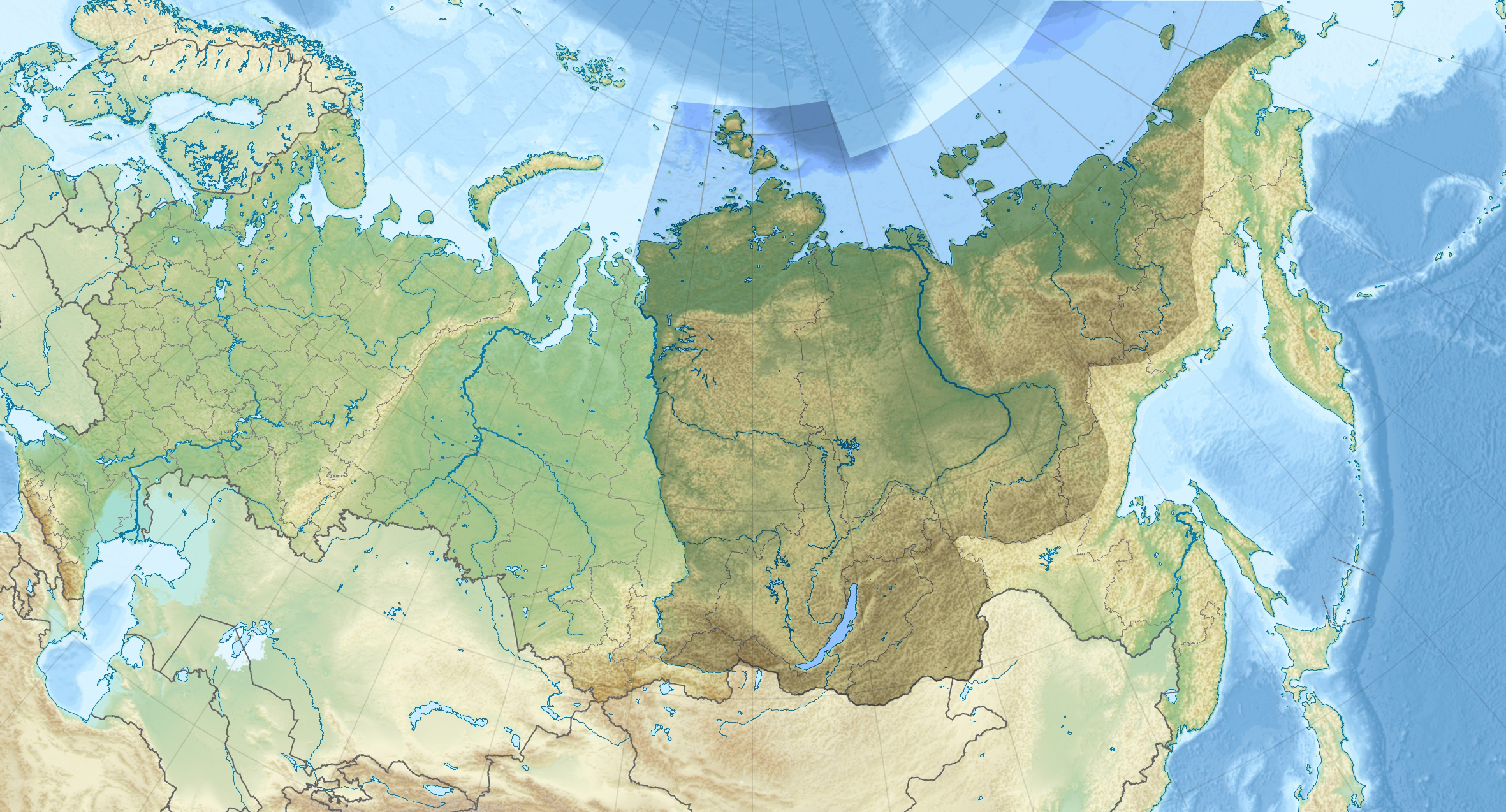
Східний Сибір

Схі́дний Сибі́р — східна гориста частина Сибіру між Західним Сибіром і Далеким Сходом Росії. Включає басейн річки Єнісей, Забайкалля, Якутію, півострів Таймир і архіпелаги морів Північного Льодовитого океану — Північна Земля і Новосибірські острови.
Східний Сибір тягнеться від меж Монголії і Китаю на півдні до полярних морів на півночі. Ця величезна країна була приєднана до Російської держави в другій половині XVII століття. У наш час[коли?] це, як і раніше, найменш заселений регіон Росії.
Площа Східного Сибіру 7280,2 тисячі км², 43 % площі всієї країни. Населення 9274,4 тисячі осіб (на 1 січня 2009 року), тобто 6,5 % населення Росії.
У адміністративному плані цілком знаходиться на території Сибірського і Далекосхідного федеральних округів.